# Serravalle (Asti)
Serravalle d'Asti è una frazione del comune di Asti, in Piemonte.
Un tempo comune autonomo, è caratterizzata dalla presenza di un castello e della sua peschiera, al cui centro si trova un'isola con una statua detta "Ninetta".

## Infrastrutture e trasporti
La località è attraversata dalla strada provinciale 458 di Casalborgone (SP 458).
La stazione di Serravalle d'Asti fu attivata nel 1912 lungo la cessata ferrovia Chivasso-Asti, il cui esercizio fu definitivamente sospeso nel 2011.